# Sphodrophoxus
Sphodrophoxus is een geslacht van rechtvleugeligen uit de familie sabelsprinkhanen (Tettigoniidae). De wetenschappelijke naam van dit geslacht is voor het eerst geldig gepubliceerd in 1924 door Hebard.

## Soorten
Het geslacht Sphodrophoxus  is monotypisch en omvat slechts de volgende soort:
- Sphodrophoxus jivarus (Hebard, 1924)